# Cataldo Spitale
Cataldo Spitale (Rosario, Argentina; 5 de octubre de 1911) fue un futbolista argentino que se desempeñaba como defensor.

## Clubes
| Club                        | País      | Año         |
| --------------------------- | --------- | ----------- |
| Newell's Old Boys           | Argentina | 1928 - 1930 |
| Boca Juniors                | Argentina | 1931        |
| Argentinos Juniors          | Argentina | 1932        |
| River Plate                 | Argentina | 1933        |
| Platense                    | Argentina | 1933 - 1938 |
| AS Roma                     | Italia    | 1938 - 1941 |
| Gimnasia y Esgrima La Plata | Argentina | 1941        |

## Palmarés

### Torneos regionales oficiales
- Copa Nicasio Vila (1): 1929 (con Newell's Old Boys)

### Torneos nacionales oficiales
- Primera División de Argentina (1): 1931 (con Boca Juniors)